# Exeloume
Exeloume ist eine norwegische Death- und Thrash-Metal-Band aus Trondheim, die im Jahr 2007 gegründet wurde.

## Geschichte
Die Band wurde im Jahr 2007 vom Gitarristen Tom „Welhaven“ Wahl gegründet. Ende 2008 begannen die Aufnahmen zum ersten Demo The Longest Shadow, die im Oktober 2009 beendet wurden. Nachdem das Demo im selben Jahr veröffentlicht worden war, folgte Anfang 2010 das nächste Demo Fairytale of Perversion. Das gleichnamige Debütalbum wurde im Sommer und Herbst 2010 mit dem Produzenten Rune Stanesli aufgenommen und von Dan Swanö abgemischt und gemastert. Zudem waren Swanö und Andy LaRoque (King Diamond) als Gastmusiker vertreten. Das Cover wurde von Ed Repka gestaltet. Im Februar 2011 unterzeichnete die Band einen Vertrag bei dem schwedischen Label Vici Solum Productions als erste nicht-schwedische Band. Hierüber erschien am Freitag, den 13. Mai 2011 das Album. 2013 erschien die EP Return of the Nephilim, deren Cover erneut von Ed Repka gestaltet wurde. Neben Dan Swanö war noch Thormodr Trygvason für die Band technisch tätig, der das Album abmischte und produzierte.

## Stil
Im Interview mit Dirk Zimmermann vom Legacy gab der Gitarrist Wahl an, durch Thrash Metal der Jahre 1983 bis 1988 und Death Metal von 1988 bis 1991 hauptsächlich beeinflusst worden zu sein. Durch das Hinzukommen der Einflüsse der anderen Musiker ergebe sich die Musik von Exeloume. In seiner Rezension zum Debütalbum schrieb Walter Scheurer  von metal.de, dass die Band eine Mischung aus Thrash Metal und schwedischem Death Metal spielt. Die Gruppe kombiniere Thrash-Metal-Riffs mit Death-Metal-Groove.

## Diskografie
- 2009: The Longest Shadow (Demo, Eigenveröffentlichung)
- 2010: Fairytale of Perversion (Demo, Eigenveröffentlichung)
- 2011: Fairytale of Perversion (Album, Vici Solum Productions)
- 2013: Return of the Nephilim (EP, Vici Solum Productions)